# Метгер, Иоганн
Иоганн Метгер (нем. Johannes Metger; 15 декабря 1851 — 25 января 1926, Киль) — немецкий шахматист.
Был сыном пастора.
Окончил Геттингенский университет (изучал филологию и математику). Работал школьным учителем в Лейпциге, Ганновере и Киле (с 1882 года). Умер от болезни желудка.

## Шахматная карьера
Научился играть в шахматы в школе. Выдвинулся благодаря успехам в соревнованиях лейпцигского шахматного клуба «Augustea».
В 1884 году основал шахматное общество «Kieler», председателем которого был в течение 34 лет.
При обществе «Kieler» организовал шахматную школу. Учениками этой школы в разные годы были мастера Генрих Вагнер, Оскар Антце, Хайнц Хенниг (соавтор гамбита Шара — Геннига), Альфред Бринкман, а также дед известного мастера Людвига Рельштаба.
Участвовал в организации турнира в Баден-Бадене (1925).

## Таблица результатов
| Год  | Город              | Турнир                                              | + | −  | =  | Результат | Место |
| ---- | ------------------ | --------------------------------------------------- | - | -- | -- | --------- | ----- |
| 1876 | Лейпциг            | 2-й конгресс Центральногерманского шахматного союза |   |    |    |           | [ 1 ] |
| 1877 | Кёльн              | 11-й конгресс Западногерманского шахматного союза   |   |    |    |           | 2—4   |
|      | Лейпциг            | 3-й конгресс Центральногерманского шахматного союза | 2 | 6  | 3  | 3½ из 11  | 9     |
| 1878 | Франкфурт-на-Майне | 12-й конгресс Западногерманского шахматного союза   |   |    |    |           | 7     |
| 1883 | Шверин             | Турнир немецких шахматистов                         |   |    |    |           | 1     |
| 1884 | Росток             | Турнир немецких шахматистов                         |   |    |    |           | 1     |
| 1886 | Висмар             | Турнир немецких шахматистов                         |   |    |    |           | 1     |
| 1887 | Франкфурт-на-Майне | 5-й конгресс Германского шахматного союза           | 3 | 6  | 11 | 8½ из 20  | 14—16 |
| 1888 | Нюрнберг           | Конгресс Баварского шахматного союза                |   |    |    | из        | 6     |
| 1889 | Бреслау            | 6-й конгресс Германского шахматного союза           | 4 | 6  | 7  | 7½ из 17  | 12    |
| 1893 | Киль               | 8-й конгресс Германского шахматного союза           | 4 | 3  | 1  | 4½ из 8   | 4—6   |
| 1897 | Альтона            | Турнир немецких шахматистов                         | 2 | 0  | 1  | 2½ из 3   | 1     |
|      | Берлин             | Международный турнир                                | 6 | 7  | 5  | 8½ из 18  | 12    |
| 1900 | Киль               | Турнир немецких шахматистов (четыре участника)      |   |    |    |           | 3     |
| 1901 | Киль               | Турнир немецких шахматистов (четыре участника)      |   |    |    |           | 1     |
| 1907 | Остенде            | Международный турнир                                | 5 | 12 | 12 | 11 из 29  | 23—24 |

## Вклад в теорию дебютов
|   | a | b | c | d | e | f | g | h |   |
| - | --- | --- | --- | --- | --- | --- | --- | --- | - |
| 8 | a8 чёрная ладья · c8 чёрный слон · d8 чёрный конь · f8 чёрная ладья · g8 чёрный король · a7 чёрная пешка · b7 чёрная пешка · c7 чёрная пешка · e7 чёрный ферзь · f7 чёрная пешка · g7 чёрная пешка · h7 чёрная пешка · d6 чёрная пешка · f6 чёрный конь · b5 белый слон · e5 чёрная пешка · g5 белый слон · e4 белая пешка · c3 белая пешка · d3 белая пешка · f3 белый конь · a2 белая пешка · c2 белая пешка · f2 белая пешка · g2 белая пешка · h2 белая пешка · a1 белая ладья · d1 белый ферзь · e1 белая ладья · g1 белый король | a8 чёрная ладья · c8 чёрный слон · d8 чёрный конь · f8 чёрная ладья · g8 чёрный король · a7 чёрная пешка · b7 чёрная пешка · c7 чёрная пешка · e7 чёрный ферзь · f7 чёрная пешка · g7 чёрная пешка · h7 чёрная пешка · d6 чёрная пешка · f6 чёрный конь · b5 белый слон · e5 чёрная пешка · g5 белый слон · e4 белая пешка · c3 белая пешка · d3 белая пешка · f3 белый конь · a2 белая пешка · c2 белая пешка · f2 белая пешка · g2 белая пешка · h2 белая пешка · a1 белая ладья · d1 белый ферзь · e1 белая ладья · g1 белый король | a8 чёрная ладья · c8 чёрный слон · d8 чёрный конь · f8 чёрная ладья · g8 чёрный король · a7 чёрная пешка · b7 чёрная пешка · c7 чёрная пешка · e7 чёрный ферзь · f7 чёрная пешка · g7 чёрная пешка · h7 чёрная пешка · d6 чёрная пешка · f6 чёрный конь · b5 белый слон · e5 чёрная пешка · g5 белый слон · e4 белая пешка · c3 белая пешка · d3 белая пешка · f3 белый конь · a2 белая пешка · c2 белая пешка · f2 белая пешка · g2 белая пешка · h2 белая пешка · a1 белая ладья · d1 белый ферзь · e1 белая ладья · g1 белый король | a8 чёрная ладья · c8 чёрный слон · d8 чёрный конь · f8 чёрная ладья · g8 чёрный король · a7 чёрная пешка · b7 чёрная пешка · c7 чёрная пешка · e7 чёрный ферзь · f7 чёрная пешка · g7 чёрная пешка · h7 чёрная пешка · d6 чёрная пешка · f6 чёрный конь · b5 белый слон · e5 чёрная пешка · g5 белый слон · e4 белая пешка · c3 белая пешка · d3 белая пешка · f3 белый конь · a2 белая пешка · c2 белая пешка · f2 белая пешка · g2 белая пешка · h2 белая пешка · a1 белая ладья · d1 белый ферзь · e1 белая ладья · g1 белый король | a8 чёрная ладья · c8 чёрный слон · d8 чёрный конь · f8 чёрная ладья · g8 чёрный король · a7 чёрная пешка · b7 чёрная пешка · c7 чёрная пешка · e7 чёрный ферзь · f7 чёрная пешка · g7 чёрная пешка · h7 чёрная пешка · d6 чёрная пешка · f6 чёрный конь · b5 белый слон · e5 чёрная пешка · g5 белый слон · e4 белая пешка · c3 белая пешка · d3 белая пешка · f3 белый конь · a2 белая пешка · c2 белая пешка · f2 белая пешка · g2 белая пешка · h2 белая пешка · a1 белая ладья · d1 белый ферзь · e1 белая ладья · g1 белый король | a8 чёрная ладья · c8 чёрный слон · d8 чёрный конь · f8 чёрная ладья · g8 чёрный король · a7 чёрная пешка · b7 чёрная пешка · c7 чёрная пешка · e7 чёрный ферзь · f7 чёрная пешка · g7 чёрная пешка · h7 чёрная пешка · d6 чёрная пешка · f6 чёрный конь · b5 белый слон · e5 чёрная пешка · g5 белый слон · e4 белая пешка · c3 белая пешка · d3 белая пешка · f3 белый конь · a2 белая пешка · c2 белая пешка · f2 белая пешка · g2 белая пешка · h2 белая пешка · a1 белая ладья · d1 белый ферзь · e1 белая ладья · g1 белый король | a8 чёрная ладья · c8 чёрный слон · d8 чёрный конь · f8 чёрная ладья · g8 чёрный король · a7 чёрная пешка · b7 чёрная пешка · c7 чёрная пешка · e7 чёрный ферзь · f7 чёрная пешка · g7 чёрная пешка · h7 чёрная пешка · d6 чёрная пешка · f6 чёрный конь · b5 белый слон · e5 чёрная пешка · g5 белый слон · e4 белая пешка · c3 белая пешка · d3 белая пешка · f3 белый конь · a2 белая пешка · c2 белая пешка · f2 белая пешка · g2 белая пешка · h2 белая пешка · a1 белая ладья · d1 белый ферзь · e1 белая ладья · g1 белый король | a8 чёрная ладья · c8 чёрный слон · d8 чёрный конь · f8 чёрная ладья · g8 чёрный король · a7 чёрная пешка · b7 чёрная пешка · c7 чёрная пешка · e7 чёрный ферзь · f7 чёрная пешка · g7 чёрная пешка · h7 чёрная пешка · d6 чёрная пешка · f6 чёрный конь · b5 белый слон · e5 чёрная пешка · g5 белый слон · e4 белая пешка · c3 белая пешка · d3 белая пешка · f3 белый конь · a2 белая пешка · c2 белая пешка · f2 белая пешка · g2 белая пешка · h2 белая пешка · a1 белая ладья · d1 белый ферзь · e1 белая ладья · g1 белый король | 8 |
| 7 | a8 чёрная ладья · c8 чёрный слон · d8 чёрный конь · f8 чёрная ладья · g8 чёрный король · a7 чёрная пешка · b7 чёрная пешка · c7 чёрная пешка · e7 чёрный ферзь · f7 чёрная пешка · g7 чёрная пешка · h7 чёрная пешка · d6 чёрная пешка · f6 чёрный конь · b5 белый слон · e5 чёрная пешка · g5 белый слон · e4 белая пешка · c3 белая пешка · d3 белая пешка · f3 белый конь · a2 белая пешка · c2 белая пешка · f2 белая пешка · g2 белая пешка · h2 белая пешка · a1 белая ладья · d1 белый ферзь · e1 белая ладья · g1 белый король | a8 чёрная ладья · c8 чёрный слон · d8 чёрный конь · f8 чёрная ладья · g8 чёрный король · a7 чёрная пешка · b7 чёрная пешка · c7 чёрная пешка · e7 чёрный ферзь · f7 чёрная пешка · g7 чёрная пешка · h7 чёрная пешка · d6 чёрная пешка · f6 чёрный конь · b5 белый слон · e5 чёрная пешка · g5 белый слон · e4 белая пешка · c3 белая пешка · d3 белая пешка · f3 белый конь · a2 белая пешка · c2 белая пешка · f2 белая пешка · g2 белая пешка · h2 белая пешка · a1 белая ладья · d1 белый ферзь · e1 белая ладья · g1 белый король | a8 чёрная ладья · c8 чёрный слон · d8 чёрный конь · f8 чёрная ладья · g8 чёрный король · a7 чёрная пешка · b7 чёрная пешка · c7 чёрная пешка · e7 чёрный ферзь · f7 чёрная пешка · g7 чёрная пешка · h7 чёрная пешка · d6 чёрная пешка · f6 чёрный конь · b5 белый слон · e5 чёрная пешка · g5 белый слон · e4 белая пешка · c3 белая пешка · d3 белая пешка · f3 белый конь · a2 белая пешка · c2 белая пешка · f2 белая пешка · g2 белая пешка · h2 белая пешка · a1 белая ладья · d1 белый ферзь · e1 белая ладья · g1 белый король | a8 чёрная ладья · c8 чёрный слон · d8 чёрный конь · f8 чёрная ладья · g8 чёрный король · a7 чёрная пешка · b7 чёрная пешка · c7 чёрная пешка · e7 чёрный ферзь · f7 чёрная пешка · g7 чёрная пешка · h7 чёрная пешка · d6 чёрная пешка · f6 чёрный конь · b5 белый слон · e5 чёрная пешка · g5 белый слон · e4 белая пешка · c3 белая пешка · d3 белая пешка · f3 белый конь · a2 белая пешка · c2 белая пешка · f2 белая пешка · g2 белая пешка · h2 белая пешка · a1 белая ладья · d1 белый ферзь · e1 белая ладья · g1 белый король | a8 чёрная ладья · c8 чёрный слон · d8 чёрный конь · f8 чёрная ладья · g8 чёрный король · a7 чёрная пешка · b7 чёрная пешка · c7 чёрная пешка · e7 чёрный ферзь · f7 чёрная пешка · g7 чёрная пешка · h7 чёрная пешка · d6 чёрная пешка · f6 чёрный конь · b5 белый слон · e5 чёрная пешка · g5 белый слон · e4 белая пешка · c3 белая пешка · d3 белая пешка · f3 белый конь · a2 белая пешка · c2 белая пешка · f2 белая пешка · g2 белая пешка · h2 белая пешка · a1 белая ладья · d1 белый ферзь · e1 белая ладья · g1 белый король | a8 чёрная ладья · c8 чёрный слон · d8 чёрный конь · f8 чёрная ладья · g8 чёрный король · a7 чёрная пешка · b7 чёрная пешка · c7 чёрная пешка · e7 чёрный ферзь · f7 чёрная пешка · g7 чёрная пешка · h7 чёрная пешка · d6 чёрная пешка · f6 чёрный конь · b5 белый слон · e5 чёрная пешка · g5 белый слон · e4 белая пешка · c3 белая пешка · d3 белая пешка · f3 белый конь · a2 белая пешка · c2 белая пешка · f2 белая пешка · g2 белая пешка · h2 белая пешка · a1 белая ладья · d1 белый ферзь · e1 белая ладья · g1 белый король | a8 чёрная ладья · c8 чёрный слон · d8 чёрный конь · f8 чёрная ладья · g8 чёрный король · a7 чёрная пешка · b7 чёрная пешка · c7 чёрная пешка · e7 чёрный ферзь · f7 чёрная пешка · g7 чёрная пешка · h7 чёрная пешка · d6 чёрная пешка · f6 чёрный конь · b5 белый слон · e5 чёрная пешка · g5 белый слон · e4 белая пешка · c3 белая пешка · d3 белая пешка · f3 белый конь · a2 белая пешка · c2 белая пешка · f2 белая пешка · g2 белая пешка · h2 белая пешка · a1 белая ладья · d1 белый ферзь · e1 белая ладья · g1 белый король | a8 чёрная ладья · c8 чёрный слон · d8 чёрный конь · f8 чёрная ладья · g8 чёрный король · a7 чёрная пешка · b7 чёрная пешка · c7 чёрная пешка · e7 чёрный ферзь · f7 чёрная пешка · g7 чёрная пешка · h7 чёрная пешка · d6 чёрная пешка · f6 чёрный конь · b5 белый слон · e5 чёрная пешка · g5 белый слон · e4 белая пешка · c3 белая пешка · d3 белая пешка · f3 белый конь · a2 белая пешка · c2 белая пешка · f2 белая пешка · g2 белая пешка · h2 белая пешка · a1 белая ладья · d1 белый ферзь · e1 белая ладья · g1 белый король | 7 |
| 6 | a8 чёрная ладья · c8 чёрный слон · d8 чёрный конь · f8 чёрная ладья · g8 чёрный король · a7 чёрная пешка · b7 чёрная пешка · c7 чёрная пешка · e7 чёрный ферзь · f7 чёрная пешка · g7 чёрная пешка · h7 чёрная пешка · d6 чёрная пешка · f6 чёрный конь · b5 белый слон · e5 чёрная пешка · g5 белый слон · e4 белая пешка · c3 белая пешка · d3 белая пешка · f3 белый конь · a2 белая пешка · c2 белая пешка · f2 белая пешка · g2 белая пешка · h2 белая пешка · a1 белая ладья · d1 белый ферзь · e1 белая ладья · g1 белый король | a8 чёрная ладья · c8 чёрный слон · d8 чёрный конь · f8 чёрная ладья · g8 чёрный король · a7 чёрная пешка · b7 чёрная пешка · c7 чёрная пешка · e7 чёрный ферзь · f7 чёрная пешка · g7 чёрная пешка · h7 чёрная пешка · d6 чёрная пешка · f6 чёрный конь · b5 белый слон · e5 чёрная пешка · g5 белый слон · e4 белая пешка · c3 белая пешка · d3 белая пешка · f3 белый конь · a2 белая пешка · c2 белая пешка · f2 белая пешка · g2 белая пешка · h2 белая пешка · a1 белая ладья · d1 белый ферзь · e1 белая ладья · g1 белый король | a8 чёрная ладья · c8 чёрный слон · d8 чёрный конь · f8 чёрная ладья · g8 чёрный король · a7 чёрная пешка · b7 чёрная пешка · c7 чёрная пешка · e7 чёрный ферзь · f7 чёрная пешка · g7 чёрная пешка · h7 чёрная пешка · d6 чёрная пешка · f6 чёрный конь · b5 белый слон · e5 чёрная пешка · g5 белый слон · e4 белая пешка · c3 белая пешка · d3 белая пешка · f3 белый конь · a2 белая пешка · c2 белая пешка · f2 белая пешка · g2 белая пешка · h2 белая пешка · a1 белая ладья · d1 белый ферзь · e1 белая ладья · g1 белый король | a8 чёрная ладья · c8 чёрный слон · d8 чёрный конь · f8 чёрная ладья · g8 чёрный король · a7 чёрная пешка · b7 чёрная пешка · c7 чёрная пешка · e7 чёрный ферзь · f7 чёрная пешка · g7 чёрная пешка · h7 чёрная пешка · d6 чёрная пешка · f6 чёрный конь · b5 белый слон · e5 чёрная пешка · g5 белый слон · e4 белая пешка · c3 белая пешка · d3 белая пешка · f3 белый конь · a2 белая пешка · c2 белая пешка · f2 белая пешка · g2 белая пешка · h2 белая пешка · a1 белая ладья · d1 белый ферзь · e1 белая ладья · g1 белый король | a8 чёрная ладья · c8 чёрный слон · d8 чёрный конь · f8 чёрная ладья · g8 чёрный король · a7 чёрная пешка · b7 чёрная пешка · c7 чёрная пешка · e7 чёрный ферзь · f7 чёрная пешка · g7 чёрная пешка · h7 чёрная пешка · d6 чёрная пешка · f6 чёрный конь · b5 белый слон · e5 чёрная пешка · g5 белый слон · e4 белая пешка · c3 белая пешка · d3 белая пешка · f3 белый конь · a2 белая пешка · c2 белая пешка · f2 белая пешка · g2 белая пешка · h2 белая пешка · a1 белая ладья · d1 белый ферзь · e1 белая ладья · g1 белый король | a8 чёрная ладья · c8 чёрный слон · d8 чёрный конь · f8 чёрная ладья · g8 чёрный король · a7 чёрная пешка · b7 чёрная пешка · c7 чёрная пешка · e7 чёрный ферзь · f7 чёрная пешка · g7 чёрная пешка · h7 чёрная пешка · d6 чёрная пешка · f6 чёрный конь · b5 белый слон · e5 чёрная пешка · g5 белый слон · e4 белая пешка · c3 белая пешка · d3 белая пешка · f3 белый конь · a2 белая пешка · c2 белая пешка · f2 белая пешка · g2 белая пешка · h2 белая пешка · a1 белая ладья · d1 белый ферзь · e1 белая ладья · g1 белый король | a8 чёрная ладья · c8 чёрный слон · d8 чёрный конь · f8 чёрная ладья · g8 чёрный король · a7 чёрная пешка · b7 чёрная пешка · c7 чёрная пешка · e7 чёрный ферзь · f7 чёрная пешка · g7 чёрная пешка · h7 чёрная пешка · d6 чёрная пешка · f6 чёрный конь · b5 белый слон · e5 чёрная пешка · g5 белый слон · e4 белая пешка · c3 белая пешка · d3 белая пешка · f3 белый конь · a2 белая пешка · c2 белая пешка · f2 белая пешка · g2 белая пешка · h2 белая пешка · a1 белая ладья · d1 белый ферзь · e1 белая ладья · g1 белый король | a8 чёрная ладья · c8 чёрный слон · d8 чёрный конь · f8 чёрная ладья · g8 чёрный король · a7 чёрная пешка · b7 чёрная пешка · c7 чёрная пешка · e7 чёрный ферзь · f7 чёрная пешка · g7 чёрная пешка · h7 чёрная пешка · d6 чёрная пешка · f6 чёрный конь · b5 белый слон · e5 чёрная пешка · g5 белый слон · e4 белая пешка · c3 белая пешка · d3 белая пешка · f3 белый конь · a2 белая пешка · c2 белая пешка · f2 белая пешка · g2 белая пешка · h2 белая пешка · a1 белая ладья · d1 белый ферзь · e1 белая ладья · g1 белый король | 6 |
| 5 | a8 чёрная ладья · c8 чёрный слон · d8 чёрный конь · f8 чёрная ладья · g8 чёрный король · a7 чёрная пешка · b7 чёрная пешка · c7 чёрная пешка · e7 чёрный ферзь · f7 чёрная пешка · g7 чёрная пешка · h7 чёрная пешка · d6 чёрная пешка · f6 чёрный конь · b5 белый слон · e5 чёрная пешка · g5 белый слон · e4 белая пешка · c3 белая пешка · d3 белая пешка · f3 белый конь · a2 белая пешка · c2 белая пешка · f2 белая пешка · g2 белая пешка · h2 белая пешка · a1 белая ладья · d1 белый ферзь · e1 белая ладья · g1 белый король | a8 чёрная ладья · c8 чёрный слон · d8 чёрный конь · f8 чёрная ладья · g8 чёрный король · a7 чёрная пешка · b7 чёрная пешка · c7 чёрная пешка · e7 чёрный ферзь · f7 чёрная пешка · g7 чёрная пешка · h7 чёрная пешка · d6 чёрная пешка · f6 чёрный конь · b5 белый слон · e5 чёрная пешка · g5 белый слон · e4 белая пешка · c3 белая пешка · d3 белая пешка · f3 белый конь · a2 белая пешка · c2 белая пешка · f2 белая пешка · g2 белая пешка · h2 белая пешка · a1 белая ладья · d1 белый ферзь · e1 белая ладья · g1 белый король | a8 чёрная ладья · c8 чёрный слон · d8 чёрный конь · f8 чёрная ладья · g8 чёрный король · a7 чёрная пешка · b7 чёрная пешка · c7 чёрная пешка · e7 чёрный ферзь · f7 чёрная пешка · g7 чёрная пешка · h7 чёрная пешка · d6 чёрная пешка · f6 чёрный конь · b5 белый слон · e5 чёрная пешка · g5 белый слон · e4 белая пешка · c3 белая пешка · d3 белая пешка · f3 белый конь · a2 белая пешка · c2 белая пешка · f2 белая пешка · g2 белая пешка · h2 белая пешка · a1 белая ладья · d1 белый ферзь · e1 белая ладья · g1 белый король | a8 чёрная ладья · c8 чёрный слон · d8 чёрный конь · f8 чёрная ладья · g8 чёрный король · a7 чёрная пешка · b7 чёрная пешка · c7 чёрная пешка · e7 чёрный ферзь · f7 чёрная пешка · g7 чёрная пешка · h7 чёрная пешка · d6 чёрная пешка · f6 чёрный конь · b5 белый слон · e5 чёрная пешка · g5 белый слон · e4 белая пешка · c3 белая пешка · d3 белая пешка · f3 белый конь · a2 белая пешка · c2 белая пешка · f2 белая пешка · g2 белая пешка · h2 белая пешка · a1 белая ладья · d1 белый ферзь · e1 белая ладья · g1 белый король | a8 чёрная ладья · c8 чёрный слон · d8 чёрный конь · f8 чёрная ладья · g8 чёрный король · a7 чёрная пешка · b7 чёрная пешка · c7 чёрная пешка · e7 чёрный ферзь · f7 чёрная пешка · g7 чёрная пешка · h7 чёрная пешка · d6 чёрная пешка · f6 чёрный конь · b5 белый слон · e5 чёрная пешка · g5 белый слон · e4 белая пешка · c3 белая пешка · d3 белая пешка · f3 белый конь · a2 белая пешка · c2 белая пешка · f2 белая пешка · g2 белая пешка · h2 белая пешка · a1 белая ладья · d1 белый ферзь · e1 белая ладья · g1 белый король | a8 чёрная ладья · c8 чёрный слон · d8 чёрный конь · f8 чёрная ладья · g8 чёрный король · a7 чёрная пешка · b7 чёрная пешка · c7 чёрная пешка · e7 чёрный ферзь · f7 чёрная пешка · g7 чёрная пешка · h7 чёрная пешка · d6 чёрная пешка · f6 чёрный конь · b5 белый слон · e5 чёрная пешка · g5 белый слон · e4 белая пешка · c3 белая пешка · d3 белая пешка · f3 белый конь · a2 белая пешка · c2 белая пешка · f2 белая пешка · g2 белая пешка · h2 белая пешка · a1 белая ладья · d1 белый ферзь · e1 белая ладья · g1 белый король | a8 чёрная ладья · c8 чёрный слон · d8 чёрный конь · f8 чёрная ладья · g8 чёрный король · a7 чёрная пешка · b7 чёрная пешка · c7 чёрная пешка · e7 чёрный ферзь · f7 чёрная пешка · g7 чёрная пешка · h7 чёрная пешка · d6 чёрная пешка · f6 чёрный конь · b5 белый слон · e5 чёрная пешка · g5 белый слон · e4 белая пешка · c3 белая пешка · d3 белая пешка · f3 белый конь · a2 белая пешка · c2 белая пешка · f2 белая пешка · g2 белая пешка · h2 белая пешка · a1 белая ладья · d1 белый ферзь · e1 белая ладья · g1 белый король | a8 чёрная ладья · c8 чёрный слон · d8 чёрный конь · f8 чёрная ладья · g8 чёрный король · a7 чёрная пешка · b7 чёрная пешка · c7 чёрная пешка · e7 чёрный ферзь · f7 чёрная пешка · g7 чёрная пешка · h7 чёрная пешка · d6 чёрная пешка · f6 чёрный конь · b5 белый слон · e5 чёрная пешка · g5 белый слон · e4 белая пешка · c3 белая пешка · d3 белая пешка · f3 белый конь · a2 белая пешка · c2 белая пешка · f2 белая пешка · g2 белая пешка · h2 белая пешка · a1 белая ладья · d1 белый ферзь · e1 белая ладья · g1 белый король | 5 |
| 4 | a8 чёрная ладья · c8 чёрный слон · d8 чёрный конь · f8 чёрная ладья · g8 чёрный король · a7 чёрная пешка · b7 чёрная пешка · c7 чёрная пешка · e7 чёрный ферзь · f7 чёрная пешка · g7 чёрная пешка · h7 чёрная пешка · d6 чёрная пешка · f6 чёрный конь · b5 белый слон · e5 чёрная пешка · g5 белый слон · e4 белая пешка · c3 белая пешка · d3 белая пешка · f3 белый конь · a2 белая пешка · c2 белая пешка · f2 белая пешка · g2 белая пешка · h2 белая пешка · a1 белая ладья · d1 белый ферзь · e1 белая ладья · g1 белый король | a8 чёрная ладья · c8 чёрный слон · d8 чёрный конь · f8 чёрная ладья · g8 чёрный король · a7 чёрная пешка · b7 чёрная пешка · c7 чёрная пешка · e7 чёрный ферзь · f7 чёрная пешка · g7 чёрная пешка · h7 чёрная пешка · d6 чёрная пешка · f6 чёрный конь · b5 белый слон · e5 чёрная пешка · g5 белый слон · e4 белая пешка · c3 белая пешка · d3 белая пешка · f3 белый конь · a2 белая пешка · c2 белая пешка · f2 белая пешка · g2 белая пешка · h2 белая пешка · a1 белая ладья · d1 белый ферзь · e1 белая ладья · g1 белый король | a8 чёрная ладья · c8 чёрный слон · d8 чёрный конь · f8 чёрная ладья · g8 чёрный король · a7 чёрная пешка · b7 чёрная пешка · c7 чёрная пешка · e7 чёрный ферзь · f7 чёрная пешка · g7 чёрная пешка · h7 чёрная пешка · d6 чёрная пешка · f6 чёрный конь · b5 белый слон · e5 чёрная пешка · g5 белый слон · e4 белая пешка · c3 белая пешка · d3 белая пешка · f3 белый конь · a2 белая пешка · c2 белая пешка · f2 белая пешка · g2 белая пешка · h2 белая пешка · a1 белая ладья · d1 белый ферзь · e1 белая ладья · g1 белый король | a8 чёрная ладья · c8 чёрный слон · d8 чёрный конь · f8 чёрная ладья · g8 чёрный король · a7 чёрная пешка · b7 чёрная пешка · c7 чёрная пешка · e7 чёрный ферзь · f7 чёрная пешка · g7 чёрная пешка · h7 чёрная пешка · d6 чёрная пешка · f6 чёрный конь · b5 белый слон · e5 чёрная пешка · g5 белый слон · e4 белая пешка · c3 белая пешка · d3 белая пешка · f3 белый конь · a2 белая пешка · c2 белая пешка · f2 белая пешка · g2 белая пешка · h2 белая пешка · a1 белая ладья · d1 белый ферзь · e1 белая ладья · g1 белый король | a8 чёрная ладья · c8 чёрный слон · d8 чёрный конь · f8 чёрная ладья · g8 чёрный король · a7 чёрная пешка · b7 чёрная пешка · c7 чёрная пешка · e7 чёрный ферзь · f7 чёрная пешка · g7 чёрная пешка · h7 чёрная пешка · d6 чёрная пешка · f6 чёрный конь · b5 белый слон · e5 чёрная пешка · g5 белый слон · e4 белая пешка · c3 белая пешка · d3 белая пешка · f3 белый конь · a2 белая пешка · c2 белая пешка · f2 белая пешка · g2 белая пешка · h2 белая пешка · a1 белая ладья · d1 белый ферзь · e1 белая ладья · g1 белый король | a8 чёрная ладья · c8 чёрный слон · d8 чёрный конь · f8 чёрная ладья · g8 чёрный король · a7 чёрная пешка · b7 чёрная пешка · c7 чёрная пешка · e7 чёрный ферзь · f7 чёрная пешка · g7 чёрная пешка · h7 чёрная пешка · d6 чёрная пешка · f6 чёрный конь · b5 белый слон · e5 чёрная пешка · g5 белый слон · e4 белая пешка · c3 белая пешка · d3 белая пешка · f3 белый конь · a2 белая пешка · c2 белая пешка · f2 белая пешка · g2 белая пешка · h2 белая пешка · a1 белая ладья · d1 белый ферзь · e1 белая ладья · g1 белый король | a8 чёрная ладья · c8 чёрный слон · d8 чёрный конь · f8 чёрная ладья · g8 чёрный король · a7 чёрная пешка · b7 чёрная пешка · c7 чёрная пешка · e7 чёрный ферзь · f7 чёрная пешка · g7 чёрная пешка · h7 чёрная пешка · d6 чёрная пешка · f6 чёрный конь · b5 белый слон · e5 чёрная пешка · g5 белый слон · e4 белая пешка · c3 белая пешка · d3 белая пешка · f3 белый конь · a2 белая пешка · c2 белая пешка · f2 белая пешка · g2 белая пешка · h2 белая пешка · a1 белая ладья · d1 белый ферзь · e1 белая ладья · g1 белый король | a8 чёрная ладья · c8 чёрный слон · d8 чёрный конь · f8 чёрная ладья · g8 чёрный король · a7 чёрная пешка · b7 чёрная пешка · c7 чёрная пешка · e7 чёрный ферзь · f7 чёрная пешка · g7 чёрная пешка · h7 чёрная пешка · d6 чёрная пешка · f6 чёрный конь · b5 белый слон · e5 чёрная пешка · g5 белый слон · e4 белая пешка · c3 белая пешка · d3 белая пешка · f3 белый конь · a2 белая пешка · c2 белая пешка · f2 белая пешка · g2 белая пешка · h2 белая пешка · a1 белая ладья · d1 белый ферзь · e1 белая ладья · g1 белый король | 4 |
| 3 | a8 чёрная ладья · c8 чёрный слон · d8 чёрный конь · f8 чёрная ладья · g8 чёрный король · a7 чёрная пешка · b7 чёрная пешка · c7 чёрная пешка · e7 чёрный ферзь · f7 чёрная пешка · g7 чёрная пешка · h7 чёрная пешка · d6 чёрная пешка · f6 чёрный конь · b5 белый слон · e5 чёрная пешка · g5 белый слон · e4 белая пешка · c3 белая пешка · d3 белая пешка · f3 белый конь · a2 белая пешка · c2 белая пешка · f2 белая пешка · g2 белая пешка · h2 белая пешка · a1 белая ладья · d1 белый ферзь · e1 белая ладья · g1 белый король | a8 чёрная ладья · c8 чёрный слон · d8 чёрный конь · f8 чёрная ладья · g8 чёрный король · a7 чёрная пешка · b7 чёрная пешка · c7 чёрная пешка · e7 чёрный ферзь · f7 чёрная пешка · g7 чёрная пешка · h7 чёрная пешка · d6 чёрная пешка · f6 чёрный конь · b5 белый слон · e5 чёрная пешка · g5 белый слон · e4 белая пешка · c3 белая пешка · d3 белая пешка · f3 белый конь · a2 белая пешка · c2 белая пешка · f2 белая пешка · g2 белая пешка · h2 белая пешка · a1 белая ладья · d1 белый ферзь · e1 белая ладья · g1 белый король | a8 чёрная ладья · c8 чёрный слон · d8 чёрный конь · f8 чёрная ладья · g8 чёрный король · a7 чёрная пешка · b7 чёрная пешка · c7 чёрная пешка · e7 чёрный ферзь · f7 чёрная пешка · g7 чёрная пешка · h7 чёрная пешка · d6 чёрная пешка · f6 чёрный конь · b5 белый слон · e5 чёрная пешка · g5 белый слон · e4 белая пешка · c3 белая пешка · d3 белая пешка · f3 белый конь · a2 белая пешка · c2 белая пешка · f2 белая пешка · g2 белая пешка · h2 белая пешка · a1 белая ладья · d1 белый ферзь · e1 белая ладья · g1 белый король | a8 чёрная ладья · c8 чёрный слон · d8 чёрный конь · f8 чёрная ладья · g8 чёрный король · a7 чёрная пешка · b7 чёрная пешка · c7 чёрная пешка · e7 чёрный ферзь · f7 чёрная пешка · g7 чёрная пешка · h7 чёрная пешка · d6 чёрная пешка · f6 чёрный конь · b5 белый слон · e5 чёрная пешка · g5 белый слон · e4 белая пешка · c3 белая пешка · d3 белая пешка · f3 белый конь · a2 белая пешка · c2 белая пешка · f2 белая пешка · g2 белая пешка · h2 белая пешка · a1 белая ладья · d1 белый ферзь · e1 белая ладья · g1 белый король | a8 чёрная ладья · c8 чёрный слон · d8 чёрный конь · f8 чёрная ладья · g8 чёрный король · a7 чёрная пешка · b7 чёрная пешка · c7 чёрная пешка · e7 чёрный ферзь · f7 чёрная пешка · g7 чёрная пешка · h7 чёрная пешка · d6 чёрная пешка · f6 чёрный конь · b5 белый слон · e5 чёрная пешка · g5 белый слон · e4 белая пешка · c3 белая пешка · d3 белая пешка · f3 белый конь · a2 белая пешка · c2 белая пешка · f2 белая пешка · g2 белая пешка · h2 белая пешка · a1 белая ладья · d1 белый ферзь · e1 белая ладья · g1 белый король | a8 чёрная ладья · c8 чёрный слон · d8 чёрный конь · f8 чёрная ладья · g8 чёрный король · a7 чёрная пешка · b7 чёрная пешка · c7 чёрная пешка · e7 чёрный ферзь · f7 чёрная пешка · g7 чёрная пешка · h7 чёрная пешка · d6 чёрная пешка · f6 чёрный конь · b5 белый слон · e5 чёрная пешка · g5 белый слон · e4 белая пешка · c3 белая пешка · d3 белая пешка · f3 белый конь · a2 белая пешка · c2 белая пешка · f2 белая пешка · g2 белая пешка · h2 белая пешка · a1 белая ладья · d1 белый ферзь · e1 белая ладья · g1 белый король | a8 чёрная ладья · c8 чёрный слон · d8 чёрный конь · f8 чёрная ладья · g8 чёрный король · a7 чёрная пешка · b7 чёрная пешка · c7 чёрная пешка · e7 чёрный ферзь · f7 чёрная пешка · g7 чёрная пешка · h7 чёрная пешка · d6 чёрная пешка · f6 чёрный конь · b5 белый слон · e5 чёрная пешка · g5 белый слон · e4 белая пешка · c3 белая пешка · d3 белая пешка · f3 белый конь · a2 белая пешка · c2 белая пешка · f2 белая пешка · g2 белая пешка · h2 белая пешка · a1 белая ладья · d1 белый ферзь · e1 белая ладья · g1 белый король | a8 чёрная ладья · c8 чёрный слон · d8 чёрный конь · f8 чёрная ладья · g8 чёрный король · a7 чёрная пешка · b7 чёрная пешка · c7 чёрная пешка · e7 чёрный ферзь · f7 чёрная пешка · g7 чёрная пешка · h7 чёрная пешка · d6 чёрная пешка · f6 чёрный конь · b5 белый слон · e5 чёрная пешка · g5 белый слон · e4 белая пешка · c3 белая пешка · d3 белая пешка · f3 белый конь · a2 белая пешка · c2 белая пешка · f2 белая пешка · g2 белая пешка · h2 белая пешка · a1 белая ладья · d1 белый ферзь · e1 белая ладья · g1 белый король | 3 |
| 2 | a8 чёрная ладья · c8 чёрный слон · d8 чёрный конь · f8 чёрная ладья · g8 чёрный король · a7 чёрная пешка · b7 чёрная пешка · c7 чёрная пешка · e7 чёрный ферзь · f7 чёрная пешка · g7 чёрная пешка · h7 чёрная пешка · d6 чёрная пешка · f6 чёрный конь · b5 белый слон · e5 чёрная пешка · g5 белый слон · e4 белая пешка · c3 белая пешка · d3 белая пешка · f3 белый конь · a2 белая пешка · c2 белая пешка · f2 белая пешка · g2 белая пешка · h2 белая пешка · a1 белая ладья · d1 белый ферзь · e1 белая ладья · g1 белый король | a8 чёрная ладья · c8 чёрный слон · d8 чёрный конь · f8 чёрная ладья · g8 чёрный король · a7 чёрная пешка · b7 чёрная пешка · c7 чёрная пешка · e7 чёрный ферзь · f7 чёрная пешка · g7 чёрная пешка · h7 чёрная пешка · d6 чёрная пешка · f6 чёрный конь · b5 белый слон · e5 чёрная пешка · g5 белый слон · e4 белая пешка · c3 белая пешка · d3 белая пешка · f3 белый конь · a2 белая пешка · c2 белая пешка · f2 белая пешка · g2 белая пешка · h2 белая пешка · a1 белая ладья · d1 белый ферзь · e1 белая ладья · g1 белый король | a8 чёрная ладья · c8 чёрный слон · d8 чёрный конь · f8 чёрная ладья · g8 чёрный король · a7 чёрная пешка · b7 чёрная пешка · c7 чёрная пешка · e7 чёрный ферзь · f7 чёрная пешка · g7 чёрная пешка · h7 чёрная пешка · d6 чёрная пешка · f6 чёрный конь · b5 белый слон · e5 чёрная пешка · g5 белый слон · e4 белая пешка · c3 белая пешка · d3 белая пешка · f3 белый конь · a2 белая пешка · c2 белая пешка · f2 белая пешка · g2 белая пешка · h2 белая пешка · a1 белая ладья · d1 белый ферзь · e1 белая ладья · g1 белый король | a8 чёрная ладья · c8 чёрный слон · d8 чёрный конь · f8 чёрная ладья · g8 чёрный король · a7 чёрная пешка · b7 чёрная пешка · c7 чёрная пешка · e7 чёрный ферзь · f7 чёрная пешка · g7 чёрная пешка · h7 чёрная пешка · d6 чёрная пешка · f6 чёрный конь · b5 белый слон · e5 чёрная пешка · g5 белый слон · e4 белая пешка · c3 белая пешка · d3 белая пешка · f3 белый конь · a2 белая пешка · c2 белая пешка · f2 белая пешка · g2 белая пешка · h2 белая пешка · a1 белая ладья · d1 белый ферзь · e1 белая ладья · g1 белый король | a8 чёрная ладья · c8 чёрный слон · d8 чёрный конь · f8 чёрная ладья · g8 чёрный король · a7 чёрная пешка · b7 чёрная пешка · c7 чёрная пешка · e7 чёрный ферзь · f7 чёрная пешка · g7 чёрная пешка · h7 чёрная пешка · d6 чёрная пешка · f6 чёрный конь · b5 белый слон · e5 чёрная пешка · g5 белый слон · e4 белая пешка · c3 белая пешка · d3 белая пешка · f3 белый конь · a2 белая пешка · c2 белая пешка · f2 белая пешка · g2 белая пешка · h2 белая пешка · a1 белая ладья · d1 белый ферзь · e1 белая ладья · g1 белый король | a8 чёрная ладья · c8 чёрный слон · d8 чёрный конь · f8 чёрная ладья · g8 чёрный король · a7 чёрная пешка · b7 чёрная пешка · c7 чёрная пешка · e7 чёрный ферзь · f7 чёрная пешка · g7 чёрная пешка · h7 чёрная пешка · d6 чёрная пешка · f6 чёрный конь · b5 белый слон · e5 чёрная пешка · g5 белый слон · e4 белая пешка · c3 белая пешка · d3 белая пешка · f3 белый конь · a2 белая пешка · c2 белая пешка · f2 белая пешка · g2 белая пешка · h2 белая пешка · a1 белая ладья · d1 белый ферзь · e1 белая ладья · g1 белый король | a8 чёрная ладья · c8 чёрный слон · d8 чёрный конь · f8 чёрная ладья · g8 чёрный король · a7 чёрная пешка · b7 чёрная пешка · c7 чёрная пешка · e7 чёрный ферзь · f7 чёрная пешка · g7 чёрная пешка · h7 чёрная пешка · d6 чёрная пешка · f6 чёрный конь · b5 белый слон · e5 чёрная пешка · g5 белый слон · e4 белая пешка · c3 белая пешка · d3 белая пешка · f3 белый конь · a2 белая пешка · c2 белая пешка · f2 белая пешка · g2 белая пешка · h2 белая пешка · a1 белая ладья · d1 белый ферзь · e1 белая ладья · g1 белый король | a8 чёрная ладья · c8 чёрный слон · d8 чёрный конь · f8 чёрная ладья · g8 чёрный король · a7 чёрная пешка · b7 чёрная пешка · c7 чёрная пешка · e7 чёрный ферзь · f7 чёрная пешка · g7 чёрная пешка · h7 чёрная пешка · d6 чёрная пешка · f6 чёрный конь · b5 белый слон · e5 чёрная пешка · g5 белый слон · e4 белая пешка · c3 белая пешка · d3 белая пешка · f3 белый конь · a2 белая пешка · c2 белая пешка · f2 белая пешка · g2 белая пешка · h2 белая пешка · a1 белая ладья · d1 белый ферзь · e1 белая ладья · g1 белый король | 2 |
| 1 | a8 чёрная ладья · c8 чёрный слон · d8 чёрный конь · f8 чёрная ладья · g8 чёрный король · a7 чёрная пешка · b7 чёрная пешка · c7 чёрная пешка · e7 чёрный ферзь · f7 чёрная пешка · g7 чёрная пешка · h7 чёрная пешка · d6 чёрная пешка · f6 чёрный конь · b5 белый слон · e5 чёрная пешка · g5 белый слон · e4 белая пешка · c3 белая пешка · d3 белая пешка · f3 белый конь · a2 белая пешка · c2 белая пешка · f2 белая пешка · g2 белая пешка · h2 белая пешка · a1 белая ладья · d1 белый ферзь · e1 белая ладья · g1 белый король | a8 чёрная ладья · c8 чёрный слон · d8 чёрный конь · f8 чёрная ладья · g8 чёрный король · a7 чёрная пешка · b7 чёрная пешка · c7 чёрная пешка · e7 чёрный ферзь · f7 чёрная пешка · g7 чёрная пешка · h7 чёрная пешка · d6 чёрная пешка · f6 чёрный конь · b5 белый слон · e5 чёрная пешка · g5 белый слон · e4 белая пешка · c3 белая пешка · d3 белая пешка · f3 белый конь · a2 белая пешка · c2 белая пешка · f2 белая пешка · g2 белая пешка · h2 белая пешка · a1 белая ладья · d1 белый ферзь · e1 белая ладья · g1 белый король | a8 чёрная ладья · c8 чёрный слон · d8 чёрный конь · f8 чёрная ладья · g8 чёрный король · a7 чёрная пешка · b7 чёрная пешка · c7 чёрная пешка · e7 чёрный ферзь · f7 чёрная пешка · g7 чёрная пешка · h7 чёрная пешка · d6 чёрная пешка · f6 чёрный конь · b5 белый слон · e5 чёрная пешка · g5 белый слон · e4 белая пешка · c3 белая пешка · d3 белая пешка · f3 белый конь · a2 белая пешка · c2 белая пешка · f2 белая пешка · g2 белая пешка · h2 белая пешка · a1 белая ладья · d1 белый ферзь · e1 белая ладья · g1 белый король | a8 чёрная ладья · c8 чёрный слон · d8 чёрный конь · f8 чёрная ладья · g8 чёрный король · a7 чёрная пешка · b7 чёрная пешка · c7 чёрная пешка · e7 чёрный ферзь · f7 чёрная пешка · g7 чёрная пешка · h7 чёрная пешка · d6 чёрная пешка · f6 чёрный конь · b5 белый слон · e5 чёрная пешка · g5 белый слон · e4 белая пешка · c3 белая пешка · d3 белая пешка · f3 белый конь · a2 белая пешка · c2 белая пешка · f2 белая пешка · g2 белая пешка · h2 белая пешка · a1 белая ладья · d1 белый ферзь · e1 белая ладья · g1 белый король | a8 чёрная ладья · c8 чёрный слон · d8 чёрный конь · f8 чёрная ладья · g8 чёрный король · a7 чёрная пешка · b7 чёрная пешка · c7 чёрная пешка · e7 чёрный ферзь · f7 чёрная пешка · g7 чёрная пешка · h7 чёрная пешка · d6 чёрная пешка · f6 чёрный конь · b5 белый слон · e5 чёрная пешка · g5 белый слон · e4 белая пешка · c3 белая пешка · d3 белая пешка · f3 белый конь · a2 белая пешка · c2 белая пешка · f2 белая пешка · g2 белая пешка · h2 белая пешка · a1 белая ладья · d1 белый ферзь · e1 белая ладья · g1 белый король | a8 чёрная ладья · c8 чёрный слон · d8 чёрный конь · f8 чёрная ладья · g8 чёрный король · a7 чёрная пешка · b7 чёрная пешка · c7 чёрная пешка · e7 чёрный ферзь · f7 чёрная пешка · g7 чёрная пешка · h7 чёрная пешка · d6 чёрная пешка · f6 чёрный конь · b5 белый слон · e5 чёрная пешка · g5 белый слон · e4 белая пешка · c3 белая пешка · d3 белая пешка · f3 белый конь · a2 белая пешка · c2 белая пешка · f2 белая пешка · g2 белая пешка · h2 белая пешка · a1 белая ладья · d1 белый ферзь · e1 белая ладья · g1 белый король | a8 чёрная ладья · c8 чёрный слон · d8 чёрный конь · f8 чёрная ладья · g8 чёрный король · a7 чёрная пешка · b7 чёрная пешка · c7 чёрная пешка · e7 чёрный ферзь · f7 чёрная пешка · g7 чёрная пешка · h7 чёрная пешка · d6 чёрная пешка · f6 чёрный конь · b5 белый слон · e5 чёрная пешка · g5 белый слон · e4 белая пешка · c3 белая пешка · d3 белая пешка · f3 белый конь · a2 белая пешка · c2 белая пешка · f2 белая пешка · g2 белая пешка · h2 белая пешка · a1 белая ладья · d1 белый ферзь · e1 белая ладья · g1 белый король | a8 чёрная ладья · c8 чёрный слон · d8 чёрный конь · f8 чёрная ладья · g8 чёрный король · a7 чёрная пешка · b7 чёрная пешка · c7 чёрная пешка · e7 чёрный ферзь · f7 чёрная пешка · g7 чёрная пешка · h7 чёрная пешка · d6 чёрная пешка · f6 чёрный конь · b5 белый слон · e5 чёрная пешка · g5 белый слон · e4 белая пешка · c3 белая пешка · d3 белая пешка · f3 белый конь · a2 белая пешка · c2 белая пешка · f2 белая пешка · g2 белая пешка · h2 белая пешка · a1 белая ладья · d1 белый ферзь · e1 белая ладья · g1 белый король | 1 |
|   | a | b | c | d | e | f | g | h |   |

В 1893 году в 1-м туре 8-го конгресса Германского шахматного союза в Киле (в партии против К. Барделебена) ввел в практику систему в дебюте четырёх коней, которая сейчас называется его именем: 1.e4 e5 2.Кf3 Кc6 3.Кc3 Кf6 4.Сb5 Сb4 5.0-0 0-0 6.d3 d6 7.Сg5 Сxc3 8.bxc3 Фe7 9.Лe1 Кd8

## Книги
- Die Schachschule, Лейпциг, 1886
- Der achte Kongress des Deutschen Schachbundes, Лейпциг, 1894